# آزمایشگاه فیزیک کاربردی
آزمایشگاه فیزیک کاربردی دانشگاه جان هاپکینز (انگلیسی: Applied Physics Laboratory یا APL) یک مرکز تحقیقاتی غیرانتفاعی وابسته به دانشگاه (UARC) در شهرستان هاوارد، مریلند است. این یک مرکز تحقیقاتی وابسته به دانشگاه جان هاپکینز است که ۷۲۰۰ نفر (۲۰۲۰) را در استخدام خود دارد. این آزمایشگاه به عنوان یک منبع فنی برای وزارت دفاع، ناسا و دیگر سازمان‌های دولتی عمل می‌کند. APL سیستم‌ها و فن‌آوری‌های متعددی را در زمینه‌های دفاع هوایی و موشکی، جنگ‌های دریایی سطحی و زیردریایی، امنیت رایانه و علوم فضایی و ساخت فضاپیما توسعه داده‌است. در حالی که APL خدمات تحقیقاتی و مهندسی را به دولت ارائه می‌دهد، یک پیمانکار دفاعی سنتی نیست، زیرا یک UARC و بخشی از دانشگاه جانز هاپکینز است. APL خود یک بخش تحقیق و توسعه علمی و مهندسی است، تا یک بخش دانشگاهی از جانز هاپکینز.
دانشکدهٔ فناوری وایتینگ هاپکینز برنامه‌های فارغ‌التحصیلی پاره وقت را برای کارکنان آزمایشگاه از طریق برنامه مهندسی برای حرفه‌ای‌ها ارائه می‌دهد. دوره‌ها در هفت مکان در منطقه شهری بالتیمور-واشینگتن، از جمله مرکز آموزش APL تدریس می‌شوند.